# Tassullo
Tassullo é uma comuna italiana da região do Trentino-Alto Ádige, província de Trento, com cerca de 1.756 habitantes. Estende-se por uma área de 13 km², tendo uma densidade populacional de 135 hab/km². Faz fronteira com Sanzeno, Cles, Taio, Tuenno, Nanno.